# Estação Abbesses
Abbesses é uma estação da Linha 12 do Metrô de Paris, localizada no 18.º arrondissement de Paris.

## Situação
A estação fica entre as estações Pigalle e Lamarck - Caulaincourt. Nesta parte, o túnel se desenvolve sob os imóveis da Butte Montmartre com uma forte rampa de 4%. Devido ao desnível na superfície, as plataformas da estação estão situadas a 36 metros abaixo da superfície, tornando-a a estação mais profunda da rede.

## História

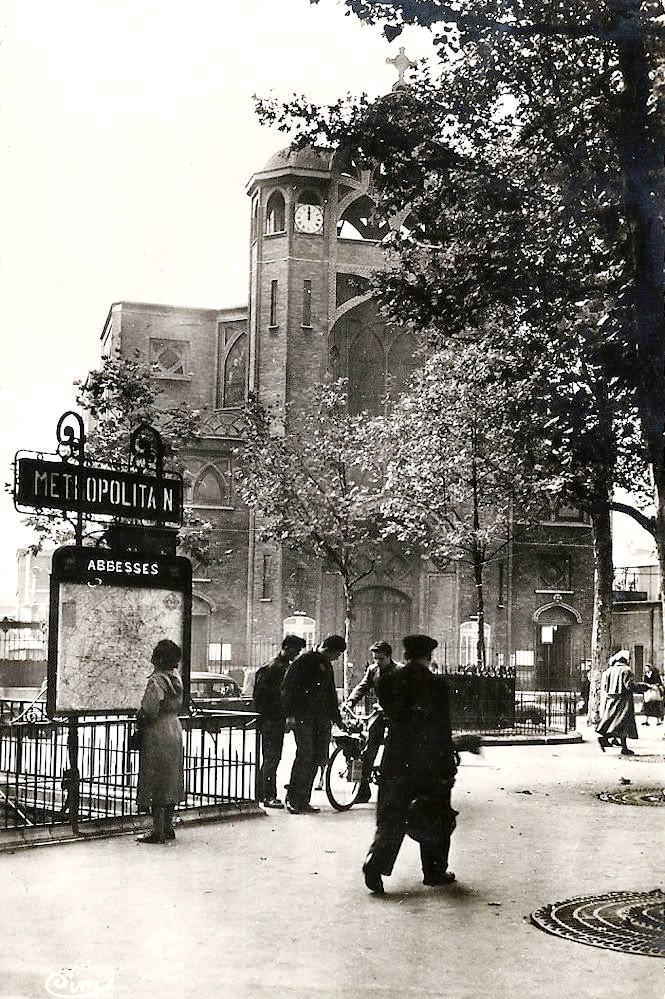
Entrada da estação Abbesses, antes da instalação da edícula Guimard.

A estação foi aberta em 30 de janeiro de 1913 durante a extensão da linha para a estação Jules Joffrin. O nome da estação vem da place des Abbesses, que faz referência à Abadia das Damas de Montmartre. No mapa RATP da linha 12, ela porta como subtítulo Butte Montmartre do nome da colina onde ela se situa. Este subtítulo, no entanto, não está presente nas plataformas da estação, a inscrição em telhas de tipo Nord-Sud se prestando mal.
Desde a origem, a decoração da estação é feita no estilo muito elaborado da empresa. Na década de 1950, a estação recebeu uma cambagem metálica com placas decorativas fixadas nas paredes verticais, montantes horizontais azuis, quadros publicitários dourados iluminadas complementados por bancos e assentos "Motte" de cor azul. Esta cambagem foi retirada em 2006 e a decoração das plataformas foi inteiramente refeita no estilo original da companhia em 2007.
Em 2011, 2 545 127 passageiros entraram nesta estação. Ela viu entrar 2 588 279 passageiros em 2013 o que o coloca na 212ª posição das estações de metrô por sua frequência em 302.

## Serviços aos passageiros

### Acessos
A estação tem um único acesso localizado na Place des Abbesses, em frente ao 2, rue La Vieuville tendo conservado suas decorações originais nos muros ecléticos. É adornado com um edícula Guimard presente originalmente na estação Hôtel de Ville. Ele foi transferido para a estação Abbesses em 1974. Sua presença em uma estação da antiga sociedade Nord-Sud é um equívoco histórico, porque não usava esse tipo de edícula para suas estações. Esta particularidade é chamada por uma placa na entrada. Foi inscrito monumento histórico pelo decreto de 29 de maio de 1978. Duas escadas em espiral (que antes da renovação foram cobertas com afrescos vandalizados ao longo do tempo) foram renovadas oferecendo vistas e afrescos mais ou menos relacionados a Montmartre. Dois elevadores conectam a sala de bilheterias (nível superior) às plataformas (nível inferior). Os corredores são cobertos com cerâmica branca e frisos com ondas marrons Nord-Sud.

### Plataformas
A estação, originária da Société du chemin de fer électrique souterrain Nord-Sud de Paris ("Nord-Sud"), é de configuração padrão com duas plataformas laterais de 75 metros de comprimento separadas pelas vias do metrô sob um abóbada semi-elíptica, os pés-direitos sendo verticais, forma específica das estações da Nord-Sud. A decoração, refeita em 2007, é constituída de telhas em cerâmicas brancas biseladas recobrindo a abóbada, os pés-direitos e os tímpanos. Ela leva o estilo original Nord-Sud: os quadros publicitários e os entourages do nome da estação são em cerâmica de cor marrom, desenhos geométricos marrons adornam os pés-direitos e a abóbada, e o nome da estação é inscrito em cerâmica branca em fundo azul de pequeno tamanho acima dos quadros publicitários e de grande tamanho entre esses últimos. Os terminais de origem dos trens que servem a estação estão inscritos em cerâmica nos tímpanos: Porte de La Chapelle ou Porte de Versailles. As plataformas são equipadas com bancos "Akiko" de cor amarela. As plataformas são as mais profundas do Metrô de Paris: 36 metros abaixo do nível do solo.

### Intermodalidade
A estação é servida pela linha Montmartrobus da rede de ônibus RATP.

## Cultura
- Ela serviu como local de filmagem para os filmes Le fabuleux destin d'Amélie Poulain de Jean-Pierre Jeunet[8] e O Inquilino de Roman Polanski.[9]

Galeria de fotografias
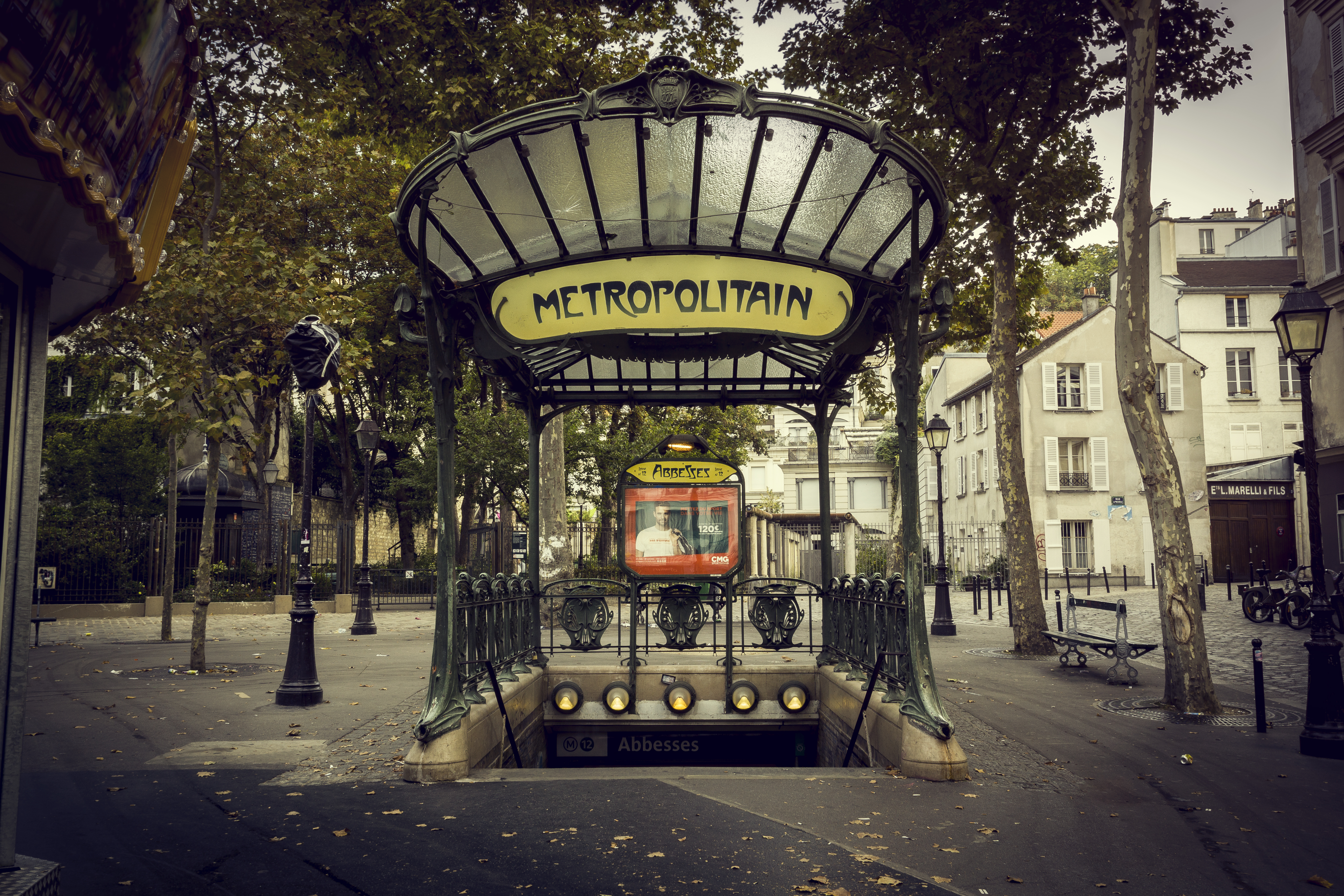
Edícula Guimard na entrada da estação.
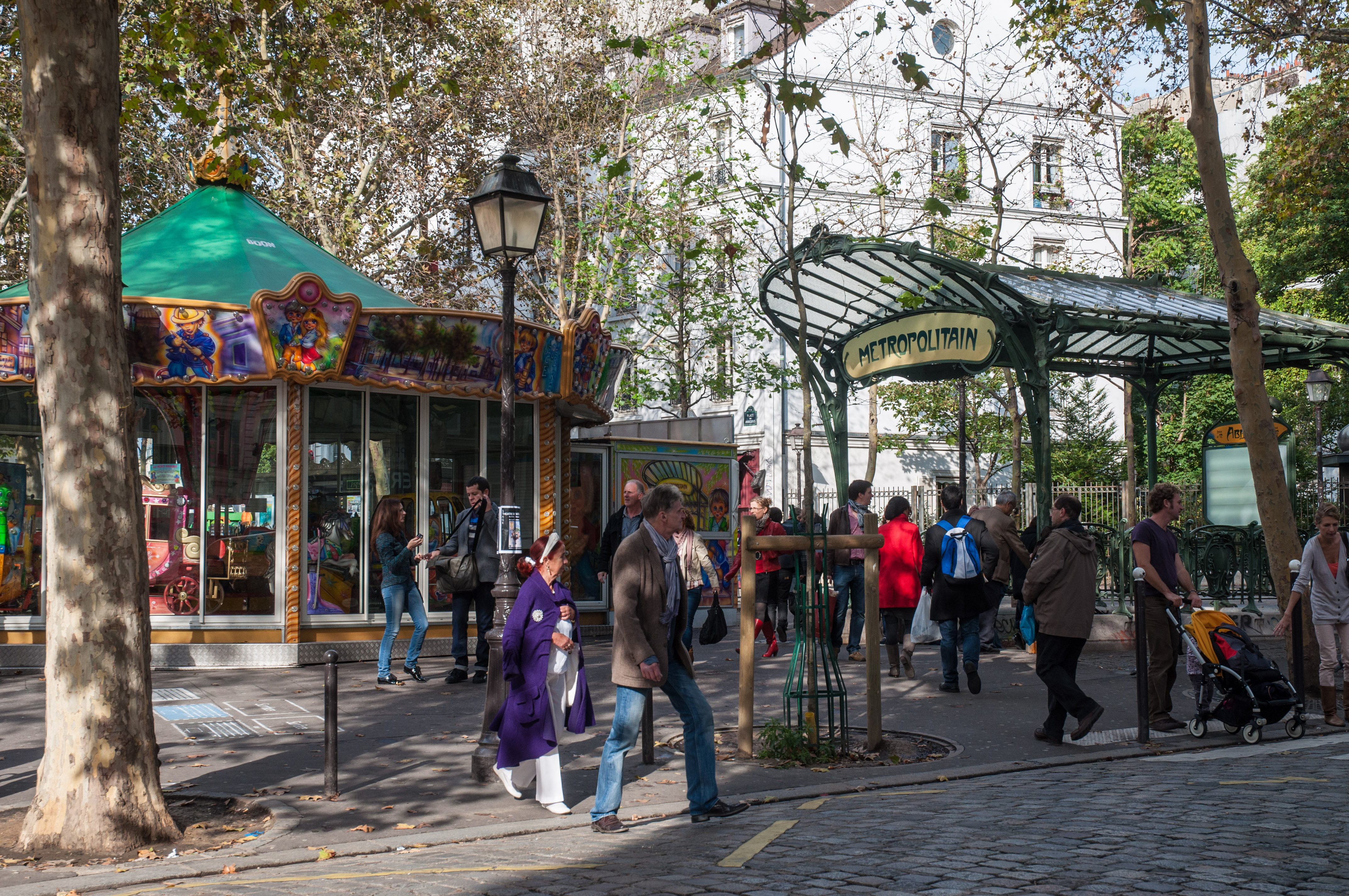
A entrada do metrô vista da rue des Abbesses.
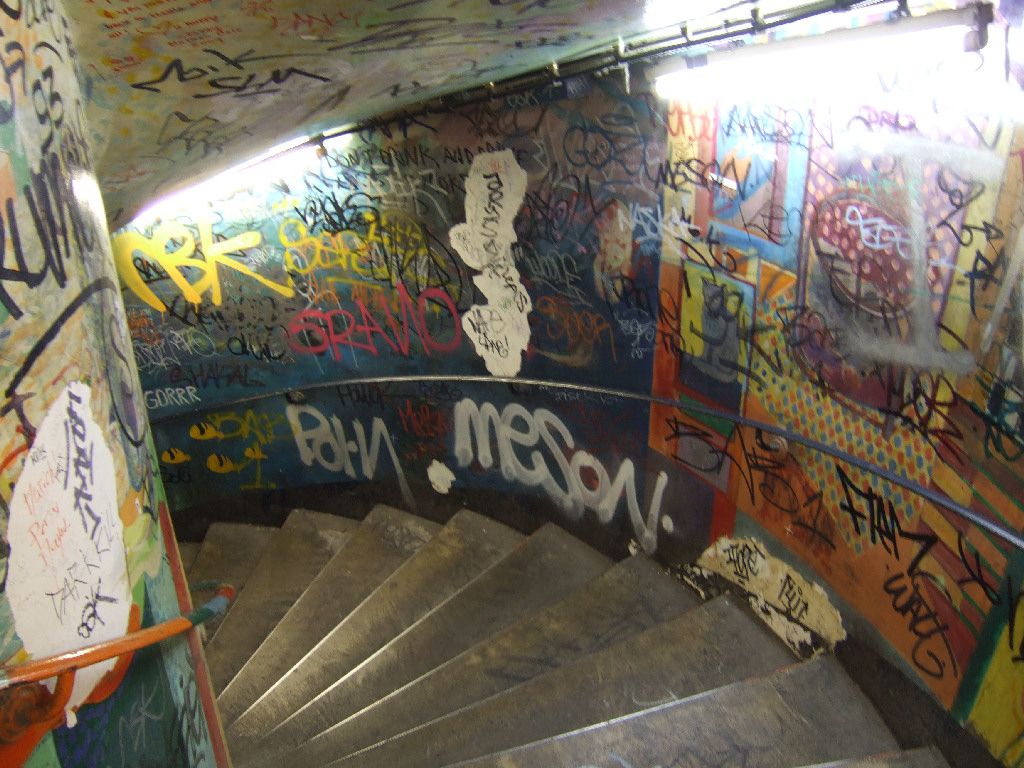
Escadas que levam às plataformas antes da renovação de 2006. As decorações foram cobertas com grafites.
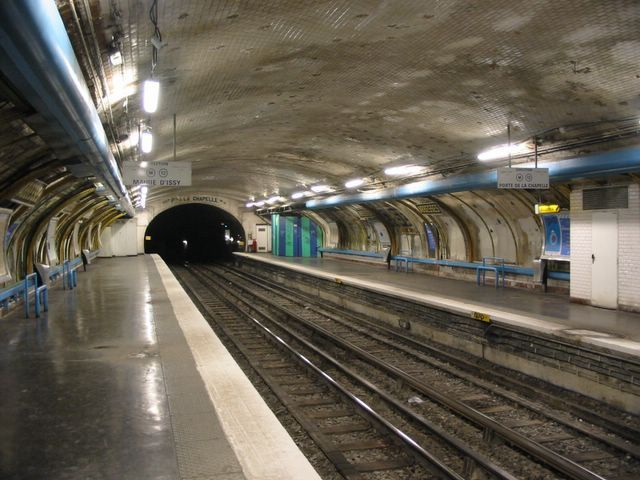
Nas plataformas, obras de reparação a nu em faiança original, em fevereiro de 2006.

## Pontos turísticos
- Basílica de Sacré Cœur de Montmartre
- Igreja de Saint-Jean de Montmartre
- Igreja de Saint-Pierre de Montmartre
- Montmartre
- Mur des je t'aime
- Place du Tertre
- Théâtre des Abbesses